# Uniwersytet Ekonomiczny we Wrocławiu Filia w Jeleniej Górze
Uniwersytet Ekonomiczny we Wrocławiu Filia w Jeleniej Górze – jedna z jednostek organizacyjnych Uniwersytetu Ekonomicznego we Wrocławiu, powstały w 1982 roku jako pierwszy wydział zamiejscowy ówczesnej Akademii Ekonomicznej im. Oskara Langego we Wrocławiu, z przekształcenia dotychczasowej filii tej uczelni w tym mieście. Kształci studentów na dwóch kierunkach, na studiach stacjonarnych oraz niestacjonarnych.
Uniwersytet Ekonomiczny we Wrocławiu przekształcił Wydział Ekonomii, Zarządzania i Turystyki w Jeleniej Górze w Filię w Jeleniej Górze, zarządzeniem nr 92/2019 Rektora Uniwersytetu Ekonomicznego we Wrocławiu z dnia 1 października 2019 r.

## Historia
Początki obecnego wydziału związane są z powołaniem do życia w 1959 roku w Jeleniej Górze Punktu Konsultacyjnego Wyższej Szkoły Ekonomicznej we Wrocławiu, który został w 1969 roku przekształcony w filię tej uczelni, noszącej od 1974 roku nazwę Akademii Ekonomicznej im. Oskara Langego. Ważnym wydarzeniem było podniesienie filii w 1982 roku do rangi pełnoprawnego wydziału, który otrzymał pełną nazwę – Zamiejscowy Wydział Gospodarki Miejskiej i Usług. W 1991 roku władze wrocławskiej uczelni ekonomicznej przemianowały go na Wydział Gospodarki Regionalnej i Turystyki, w 2012 roku na Wydział Ekonomii, Zarządzania i Turystyki, a w 2019 na Filię w Jeleniej Górze.

## Władze
- Dziekan: dr hab. Piotr Rogala, prof. UEW[5]
- Prodziekan dr hab. Robert Kurek, prof. UEW[6]

## Poczet dziekanów
Prorektorzy ds. filii AE w Jeleniej Górze
- 1969–1979: doc. dr Wojciech Wasiak
- 1979–1982: prof. dr hab. Zdzisław Karst

Zamiejscowy Wydział Gospodarki Miejskiej i Usług
- 1982–1987: prof. dr hab. Danuta Strahl
- 1987–1991: prof. dr hab. Tadeusz Borys

Wydział Gospodarki Regionalnej i Turystyki
- 1991–1993: prof. dr hab. Tadeusz Borys
- 1993–1996: prof. dr hab. Grażyna Borys
- 1996–2002: prof. dr hab. Marek Walesiak
- 2002–2008: dr hab. Ryszard Brol
- 2008–2011: prof. dr hab. Marek Walesiak

Wydział Ekonomii, Zarządzania i Turystyki
- 2011-2016: prof. dr hab. Marek Walesiak
- od 2016: dr hab. Elżbieta Sobczak, prof. UEW

## Kierunki kształcenia
Filia w Jeleniej Górze prowadzi studia licencjackie (pierwszego stopnia, 3-letnie) i magisterskie (drugiego stopnia, 2-letnie) na dwóch kierunkach:
- Ekonomia biznesu i finanse
- Zarządzanie w nowoczesnej gospodarce

## Struktura organizacyjna
Katedry zorganizowane w Filii - zostały przyporządkowane odpowiednio do Wydziałów Uniwersytetu Ekonomicznego we Wrocławiu:
Katedry Wydziału Ekonomii i Finansów z siedzibą w Filii
- Katedra Ekonometrii i Informatyki

- Katedra Ekonomii i Polityki Ekonomicznej
- Katedra Finansów i Rachunkowości

- Katedra Gospodarki Regionalnej

Katedry Wydziału Zarządzania z siedzibą w Filii
- Katedra Zarządzania Strategicznego i Logistyki
- Katedra Zarządzania Jakością i Środowiskiem
- Katedra Nauk o Przedsiębiorstwie
- Katedra Marketingu i Zarządzania Gospodarką Turystyczną

## Adres
Uniwersytet Ekonomiczny we Wrocławiu
Filia w Jeleniej Górze
ul. Nowowiejska 3
58-500 Jelenia Góra